# Тупо (кратер)
Тупо — кратер у південній півкулі карликової планети Церера, розташований на 32,35° пд. ш., 88,38° сх. д. Його діаметр становить 36 км.
Як і всі кратери на Церері, він названий на честь сільськогосподарського божества. Тупо — полінезійське божество, яке на острові Мангарева пов'язане з посадкою куркуми.